# Geaya nigriventis
Geaya nigriventis is een hooiwagen uit de familie Sclerosomatidae.